# سفارت اتریش در مسکو
سفارت اتریش در مسکو (به لاتین: Embassy of Austria) یک منطقهٔ مسکونی و نمایندگی سیاسی این کشور در روسیه است که در Khamovniki District واقع شده‌است.